# Nottingham (circonscription du Parlement européen)
Pour les articles homonymes, voir Nottingham (homonymie).
Avant l’adoption uniforme de la représentation proportionnelle en 1999, le Royaume-Uni utilisait le système uninominal à un tour pour les élections européennes en Angleterre, en Écosse et au pays de Galles. Les conscriptions du Parlement européen utilisées dans ce système étaient plus petites que les circonscriptions régionales les plus récentes et ne comptaient chacune qu'un seul membre au Parlement européen.
La circonscription de Nottingham en faisait partie.

## Limites
1979-1984: Ashfield; Bassetlaw; Beeston; Mansfield; Nottingham East; Nottingham North; Nottingham West.
1984-1994: Broxtowe; Gedling; Mansfield; Nottingham East; Nottingham North; Nottingham South; Rushcliffe; Sherwood.